# Hendrik Dirk Kruseman van Elten

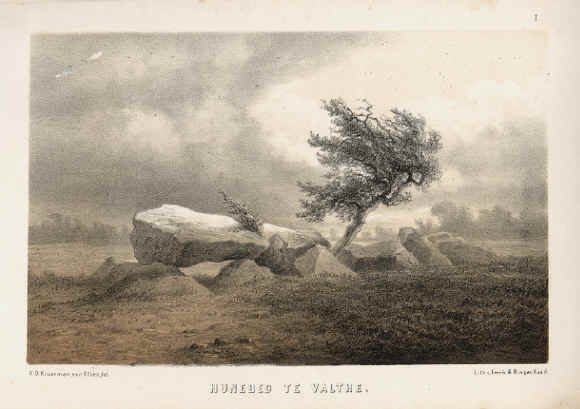
Hunebed te Valthe

Hendrik Dirk Kruseman van Elten (Alkmaar, 14 de noviembre de 1829-París, 12 de julio de 1904) era un paisajista, aguafuertista y litógrafo neerlandés.
Estudió en Haarlem, más tarde con Cornelis Lieste, y luego en Alemania, Suiza, el Tirol, Bruselas y Ámsterdam. En 1865 se mudó a Nueva York, de 1870 a 1873 regresó a Europa y en 1883 fue elegido miembro de la Academia Nacional de Dibujo de Estados Unidos.